# テンプル (テキサス州)
テンプル（英: Temple）は、アメリカ合衆国テキサス州のベル郡にある都市。人口は8万2073人（2020年）。郡庁所在地ベルトンの近く、中央テキサスと呼ばれる地域にあり、オースティンの北104キロメートル、ウェーコの南54キロメートルに位置している。キリーン・テンプル・フォート・カバゾス都市圏の主要都市である。

## 歴史
テンプルの町は1881年に、ガルフ・コロラド・アンド・サンタフェ鉄道の通る鉄道町として設立された。1882年には法人化された。町名はサンタフェ鉄道の役員バーナード・ムーア・テンプルに因んで名づけられた。テンプルは土木技師であり、以前はガルフ・コロラド・アンド・サンタフェ鉄道の測量士だった。
1882年、ミズーリ・カンザス・テキサス鉄道が町を通って路線を建設し、それから間もなくサンタフェ鉄道がテンプルを分岐点にした。この初期の時代には掘立小屋とテントの町であり、多くの酒場があり、西部開拓時代に見られる乱暴者も多かった。ぬかるんだ通りと酒の組み合わせで、町を抜けて歩くのが大変だった市民もいたので、地元では「強い酒」というニックネームもあった。1882年に法人化された後、私立学校が2校設立された。1884年にテンプル・アカデミーが組織化され、公立学校が設立された。1893年、毎年開催されるようになったテンプル・スタッグパーティ（男ばかりのパーティ）が始まり、町の指導者も出席する民間の感謝祭に成長していった。1923年まで続いていた。
テンプル鉄道と文化遺産博物館は、ウェスト・アベニューB315のサンタフェ鉄道駅の二階にあり、鉄道とテンプルの結びつきを祝している。

## 地理
テンプル市は北緯31度5分37秒 西経97度21分44秒 / 北緯31.09361度 西経97.36222度 (31.093678, -97.362202)にある。ベル郡ではキリーン市に次いで人口で第2位の都市である。テキサス州の主要都市からは比較的近くにあり、車で行き来できる。フォートワースまで194 km、ダラスまで214 km、オースティンまで104 kmとなっている。バルコーンズ断層に沿って走る州間高速道路35号線が町の中心を通り、地形は複雑である。東には肥沃な農業地帯であるブラックランド・プレーリーがあり、西にはテキサス・ヒル・カントリーの北東端である低くうねった石灰岩が堆積した丘陵が立ちあがている。中央テキサスの経済が急速に成長しているので、東部の肥沃な農地は郊外住宅地、小売業、科学技術複合施設などに転換されるようになっている。
アメリカ合衆国国勢調査局に拠れば、市域全面積は65.4平方マイル (169 km2)であり、このうち陸地65.3平方マイル (169 km2)、水域は0.1平方マイル (0.26 km2)で水域率は0.14%である。

### 気候
| テンプルの気候         | テンプルの気候 | テンプルの気候 | テンプルの気候 | テンプルの気候 | テンプルの気候 | テンプルの気候 | テンプルの気候 | テンプルの気候 | テンプルの気候 | テンプルの気候 | テンプルの気候 | テンプルの気候 | テンプルの気候 |
| 月                     | 1月            | 2月            | 3月            | 4月            | 5月            | 6月            | 7月            | 8月            | 9月            | 10月           | 11月           | 12月           | 年             |
| ---------------------- | -------------- | -------------- | -------------- | -------------- | -------------- | -------------- | -------------- | -------------- | -------------- | -------------- | -------------- | -------------- | -------------- |
| 最高気温記録 °F （°C） | 88 (31)        | 98 (37)        | 97 (36)        | 99 (37)        | 100 (38)       | 106 (41)       | 108 (42)       | 109 (43)       | 110 (43)       | 99 (37)        | 92 (33)        | 86 (30)        | 110 (43)       |
| 平均最高気温 °F （°C） | 61 (16)        | 64 (18)        | 71 (22)        | 79 (26)        | 85 (29)        | 91 (33)        | 95 (35)        | 96 (36)        | 90 (32)        | 81 (27)        | 71 (22)        | 62 (17)        | 78.8 (26.1)    |
| 平均最低気温 °F （°C） | 36 (2)         | 40 (4)         | 47 (8)         | 55 (13)        | 63 (17)        | 70 (21)        | 73 (23)        | 72 (22)        | 66 (19)        | 56 (13)        | 47 (8)         | 38 (3)         | 55.3 (12.8)    |
| 最低気温記録 °F （°C） | 6 (−14)        | 12 (−11)       | 15 (−9)        | 30 (−1)        | 41 (5)         | 50 (10)        | 52 (11)        | 57 (14)        | 39 (4)         | 22 (−6)        | 19 (−7)        | −5 (−21)       | −5 (−21)       |
| 降水量 inch （mm）     | 2.13 (54.1)    | 2.69 (68.3)    | 3.19 (81)      | 2.59 (65.8)    | 4.51 (114.6)   | 4.23 (107.4)   | 1.93 (49)      | 2.25 (57.2)    | 3.70 (94)      | 3.97 (100.8)   | 2.94 (74.7)    | 2.75 (69.9)    | 36.88 (936.8)  |
| 出典：weather.com      |                |                |                |                |                |                |                |                |                |                |                |                |                |

## 経済

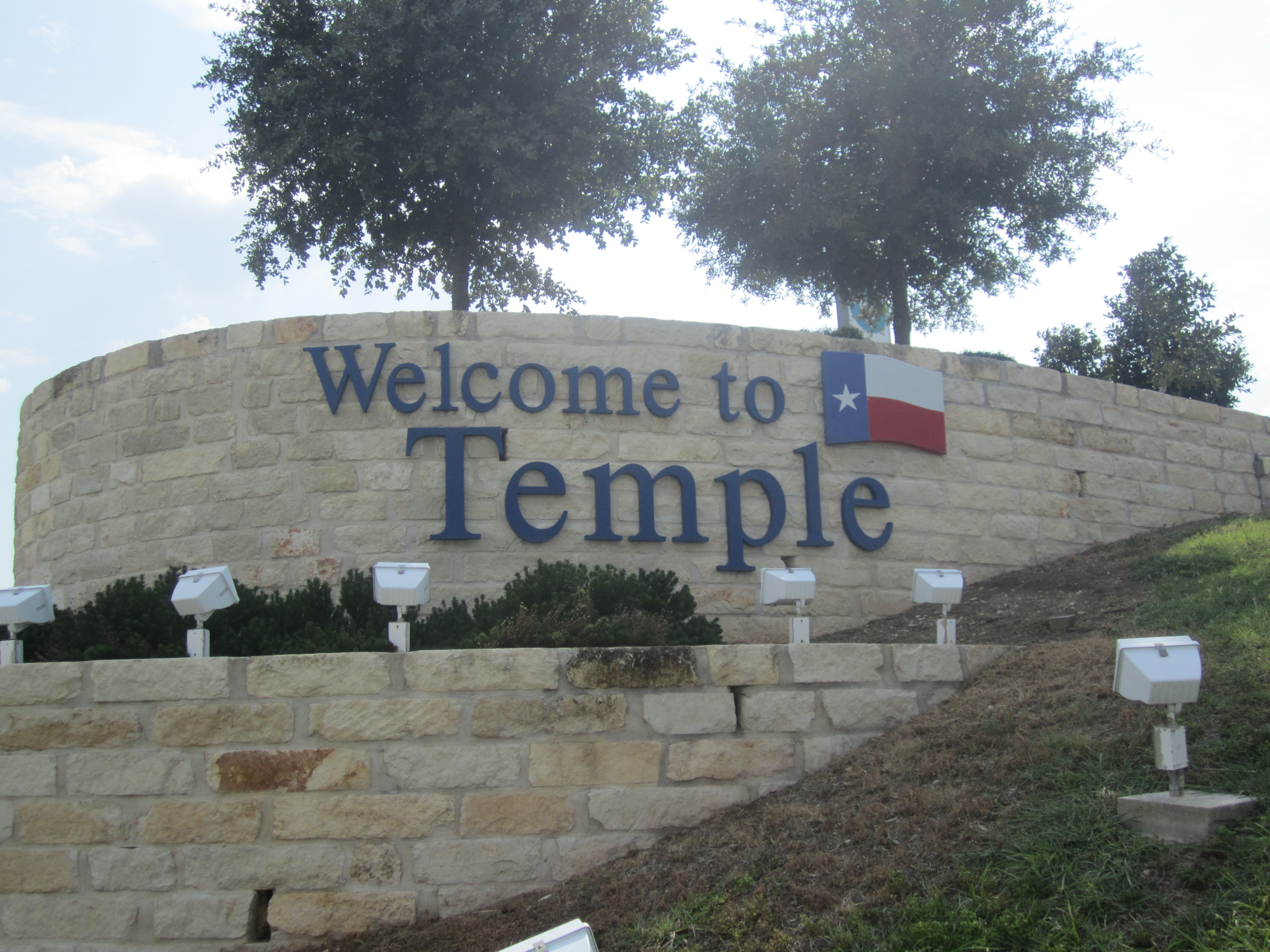
州間高速道路35号線沿いの歓迎看板

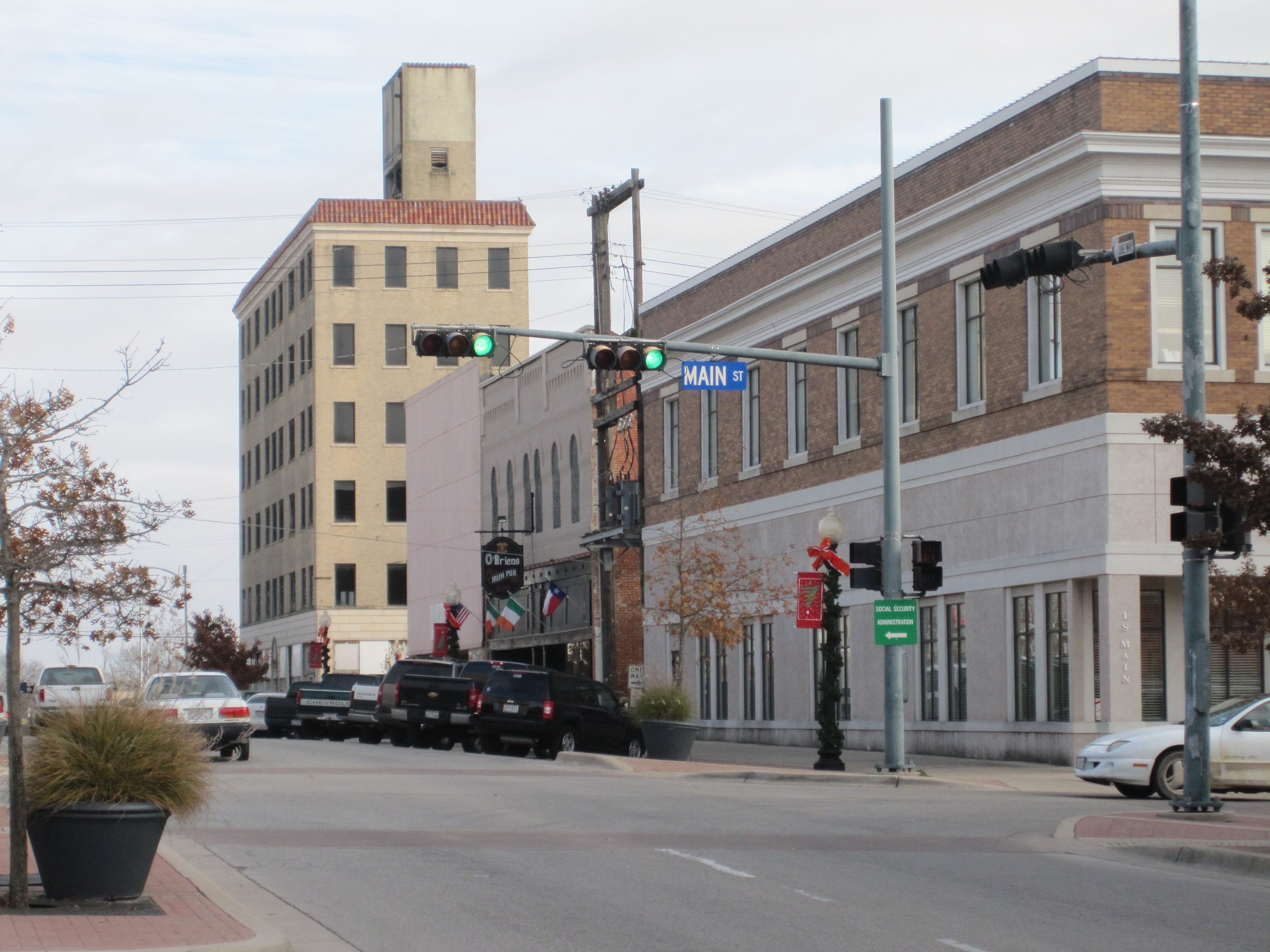
中心街メインストリートの光景

市内には多くの地域物流センターがあり、また大規模な多国籍企業であるウィルソナート・インターナショナルやマクレイン社の本社がある。また国際的に知られたマクレイン・グループ本社もある。さらにインペリアル・ケーン・シュガーと共に「ドクター・ペパー」を生産するテンプル・ボトリング社もある。
テンプル・モールが市内の主要ショッピングセンターであり、他にもショッピングセンターがあって全国的な小売業者が出店している。オースティンとダラスの間では唯一のメイシーの店もある。
アメリカ軍基地のフォート・カバゾスにも近く、軍隊関係者が市経済の幾らかの領域に貢献している。

## 教育

### 初等中等教育
テンプル市の公共教育はテンプル独立教育学区が管轄している。この地区には高校1校、中学校3校、小学校9校と補助学習プログラム3つ（幼児教育センター、オルターナティブ学習センター、革新的学術高校プログラム）が入っている。
さらにセントメアリーズ・カトリック学校、ホリー・トリニティ・カトリック高校、セントラル・テキサス・クリスチャン学校という私立学校もある。

### 高等教育機関
テンプル・カレッジは様々な学科の準学士号を提供しており、経営管理、情報技術、看護学が強い。1926年に開校したテンプルでは初のカレッジである。
テキサスA&M健康科学センター医学校が持つ2つのキャンパスの1つが市内にある。スコット・アンド・ホワイト記念病院とオーリン・ティーグ在郷軍人病院センターとも協業している。
隣接するベルトン市にはメアリー・ハーディン＝ベイラー大学があり、様々な学部で学士号と修士号を提供している。車で行ける範囲には地域や全国的な大学もある。例えば、ウェーコ市のベイラー大学、オースティン市のテキサス大学、カレッジステーション市のテキサスA&M大学、キリーン市のテキサスA&M大学中央テキサス校である。

## メディア
市内では数多いラジオ、テレビ、新聞を利用できる。

## インフラ

### 交通

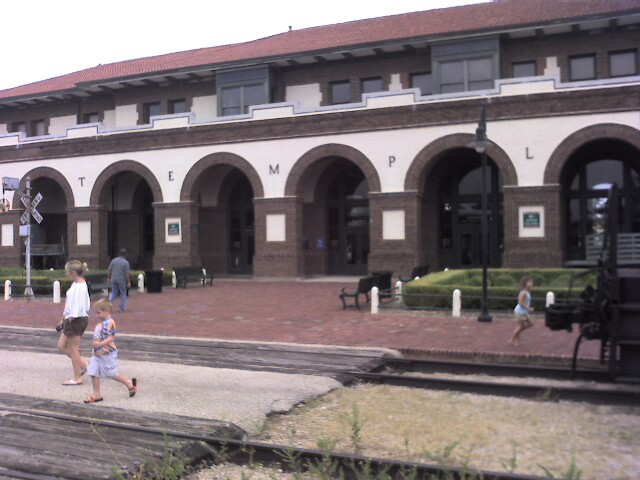
テンプル駅

テンプルの町は鉄道の接続点として設立され、今日も貨物鉄道の主要ハブとして機能している。ユニオン・パシフィック鉄道とBNSF鉄道が市内に幹線を通しており、BNSFの操車場 (鉄道)操車場と機関車保守施設がある。テンプル駅にはアムトラックの長距離列車「テキサス・イーグル」が停車する。この駅は元々アッチソン・トピカ・アンド・サンタフェ鉄道駅として建設された。
市内には商業航空便が発着する空港が無いが、次の空港が近くにある。
- ドローン・ミラー中央テキサス地域空港、テンプルの北西8kmにあり、一般用途空港として使われている
- キリーン・フォート・カバゾス地域空港、キリーン市郊外にあり、テンプルからは西に40kmである
- ウェーコ地域空港、ウェーコ市郊外にあり、テンプルからは北に56kmである
- オースティン・バーグストロム国際空港、オースチン市郊外にあり、テンプルからは南に104kmである

### 医療
テンプルは地域の医療センターとしてその強力さが知られている。主に高い評価のあるスコット・アンド・ホワイト記念病院があるためである。この病院は12,000人を雇用しており、市内最大の雇用主である。その他在郷軍人病院センターや小さなクリニックなどがあり、国内のどこよりも住民一人当たりの医師の数が多い。テキサスA&M健康科学センター医学校が持つ2つのキャンパスの1つが市内にある。

### テキサス州土壌・水保存委員会
テキサス州土壌・水保存委員会が市内に本部を置いている。

### 刑事司法
テキサス州刑事司法省が市内で地域事務所を運営している。

### 郵便
アメリカ合衆国郵便公社が市内の地域郵便局を運営している。

## 人口推移
以下にテンプル市における1890年から2010年までの人口推移をグラフおよび表で示す。なお、キリーン・テンプル都市圏全体の人口については、キリーン (テキサス州)#都市圏人口を参照のこと。
| 統計年 | 人口     |
| ------ | -------- |
| 1890年 | 4,047人  |
| 1900年 | 7,065人  |
| 1910年 | 10,993人 |
| 1920年 | 11,033人 |
| 1930年 | 15,345人 |
| 1940年 | 15,344人 |
| 1950年 | 25,467人 |
| 1960年 | 30,419人 |
| 1970年 | 33,431人 |
| 1980年 | 42,483人 |
| 1990年 | 46,109人 |
| 2000年 | 54,514人 |
| 2010年 | 66,102人 |

## 著名な出身者

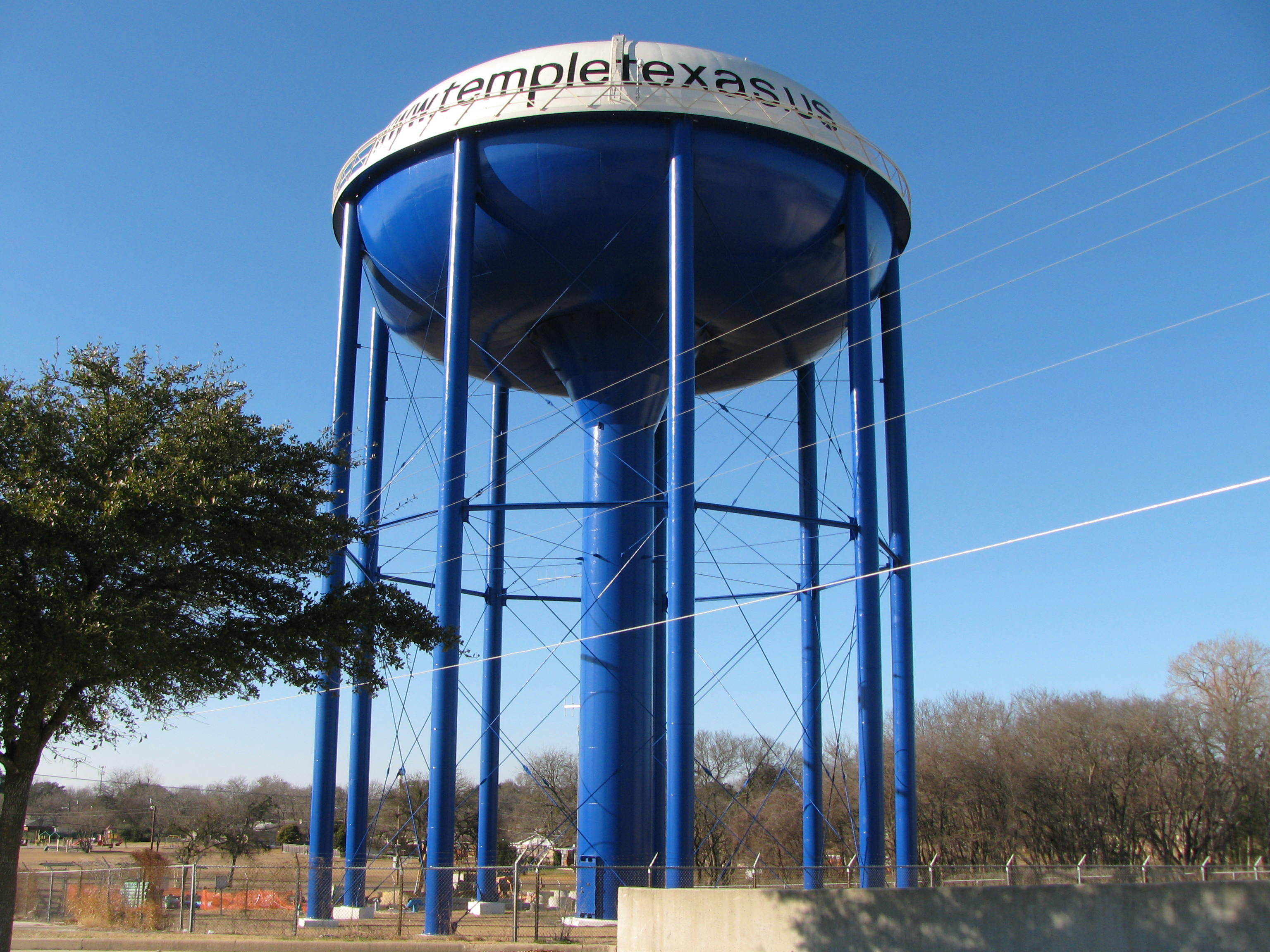
テンプルの公式サイトを宣伝する給水塔

- フライリーフ、5人組クリスチャン・ロックバンド
- リップ・トーン、俳優
- サミー・ボウ、アメリカンフットボール選手